# Росоман (Северная Македония)
Ро́соман (макед. Росоман) — село в центральной части Республики Македония, центр общины Росоман.

## География
Село расположено в области Тиквеш, южнее города Велес.

## Население
По переписи 2002 года, село было одним из крупнейших в Македонии: в нём проживали 2554 жителя, из которых:
| Национальность | Всего |
| македонцы      | 2285  |
| цыгане         | 2     |
| сербы          | 238   |
| другие         | 29    |